# مونوگاتاری (داستان)

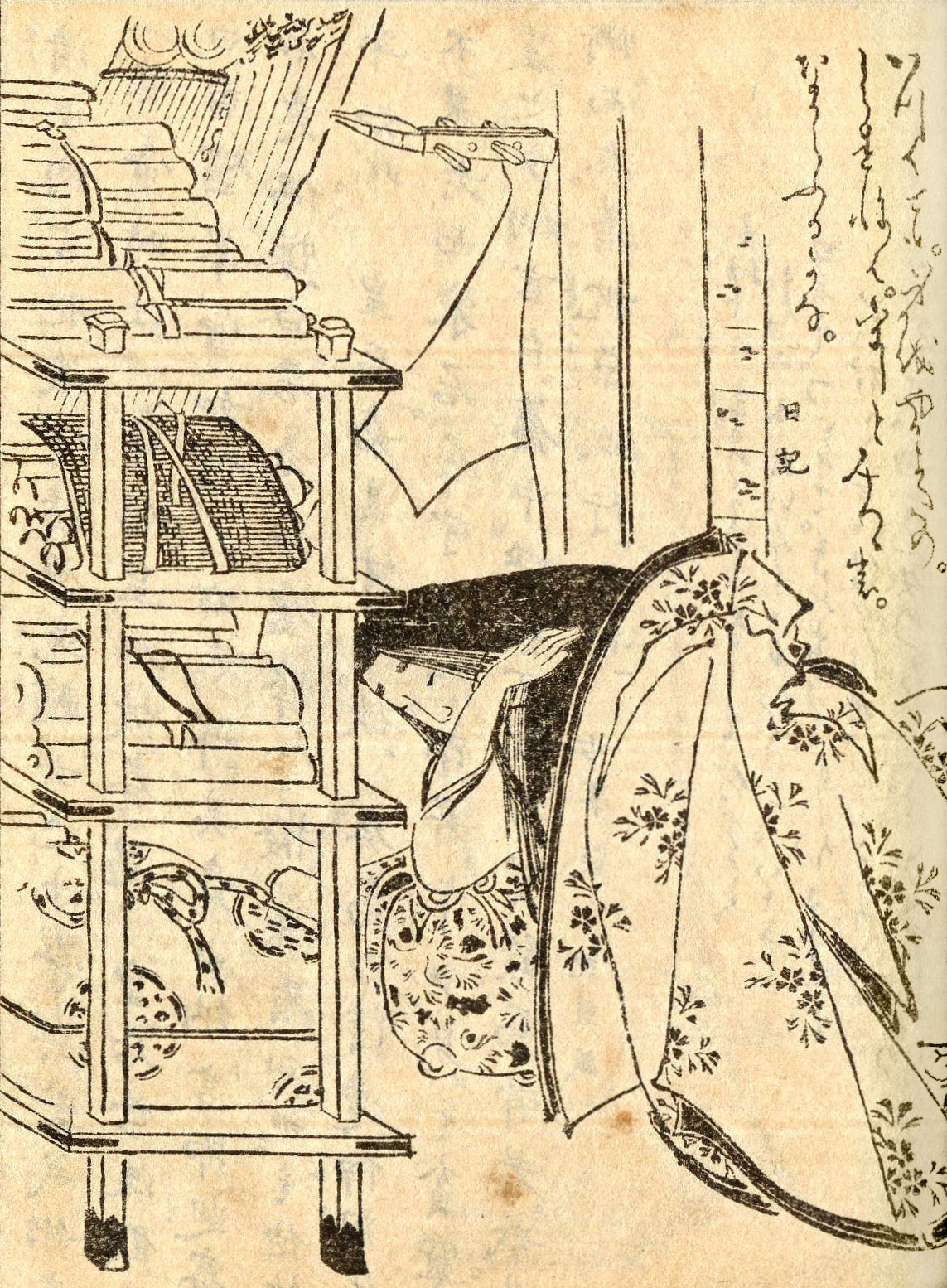
موراساکی شیکیبو، نویسنده داستان گنجی

مونوگاتاری (به ژاپنی: 物語, Monogatari)، یک گونه ادبی در ادبیات سنتی ژاپن است - داستانی نثر بسط یافته روایتی که با ادبیات حماسی قابل مقایسه است. مونوگاتاری با جنبه‌هایی از فرهنگ شفاهی گره خورده است و تقریباً همیشه یک داستان تخیلی یا ادبیات داستانی را حتی در هنگام بازگویی یک رویداد تاریخی بازگو می‌کند. بسیاری از آثار بزرگ داستان‌های ژاپنی، مانند داستان گنجی و داستان هیکه، به شکل مونوگاتاری هستند.
این فرم در حدود قرن‌های ۹ تا ۱۵ رایج بود و بین قرن‌های ۱۰ و ۱۱ به اوج خود رسید. مونوگاتاری ادبیات درباری در دوره هی‌آن بود و همچنین در قالب داستان‌های باستانی تا قرن شانزدهم ادامه داشت.